# La Iglesia de Jesucristo de los Santos de los Últimos Días en los Países Bajos

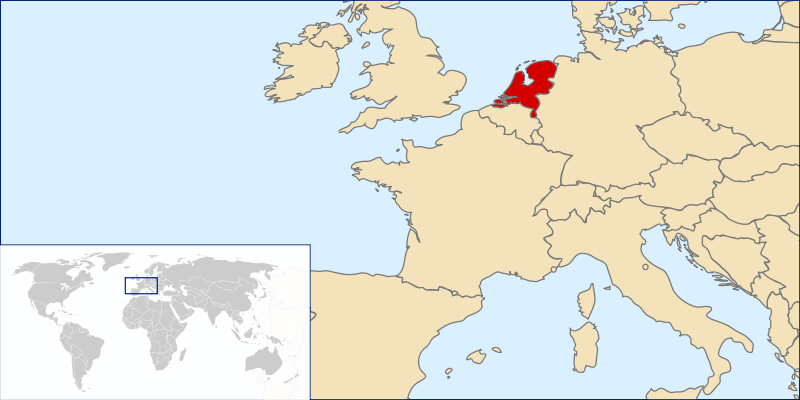
El primer miembro de La IJSUD (en neerlandés Kerk van Jezus Christus van de Heiligen der Laatste Dagen) en pisar los Países Bajos fue Orson Hyde en junio de 1840.

El primer misionero mormón en los Países Bajos fue Orson Hyde, que estuvo en junio de 1840 mientras iba de camino a Jerusalén. Habló con un rabino judío en Rótterdam y dejó algunos panfletos traducidos al holandés. En 1861 fueron dos misioneros enviados desde Salt Lake City, Anne Wiegers van der Woude y Paul August Schettler, que llegaron en agosto de 1852. Anne fue la primera holandesa en ser bautizada, aunque su bautizo tuvo lugar en el País de Gales.

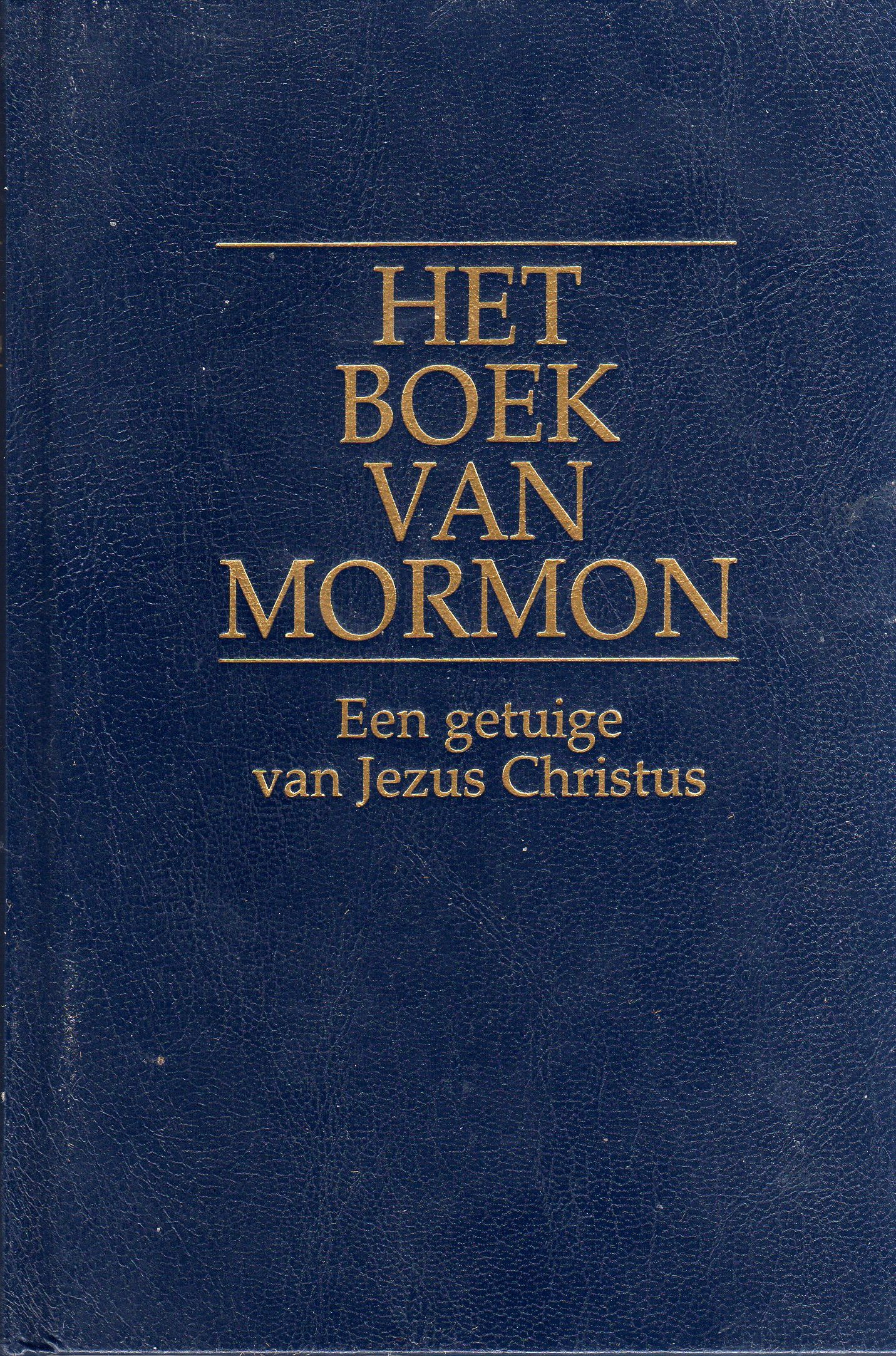
Versión en neerlandés del Libro de Mormón.

Un año más tarde su esposa y sus tres hijos emigraron con él a América. Poco después de su llegada a los Países Bajos como misionero, decidió visitar a su familia en Frisia para compartir su mensaje con ellos. Esta visita dio lugar a los primeros conversos de la Iglesia en los Países Bajos el 1 de octubre de 1861. Cuando Anne Wiegers van der Woude y Paul August Schettler volvieron a América en agosto de 1863, había 33 mormones en los Países Bajos.
En 1890 se tradujo el Libro de Mormón al neerlandés.
El 12 de marzo de 1961, se organizó la primera estaca en Hague, también la primera estaca SUD de no habla inglesa establecida por la iglesia.

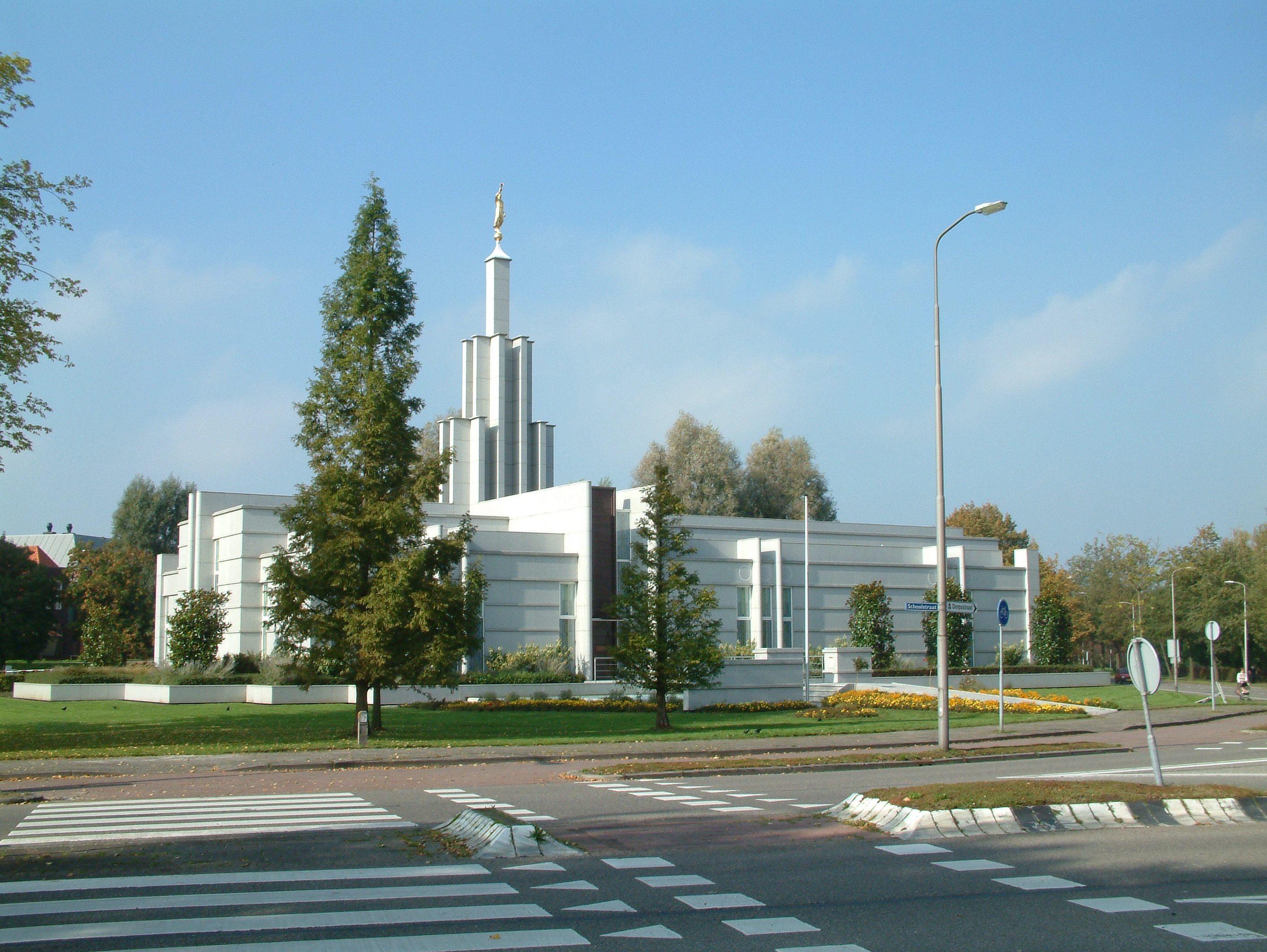
El templo de La Haya, Países Bajos, ubicado la ciudad de Zoetermeer. El terreno del templo fue dedicado el 26 de agosto de 2000.

Los nuevos misioneros fueron enviados a los Países Bajos y en los años posteriores la Iglesia creció de forma constante. La mayoría de los nuevos conversos emigraron a los Estados Unidos, un total de 7000.
En la actualidad hay 8000 mormones en los Países Bajos, repartidos en 35 comunidades.